# Villa Arrigona

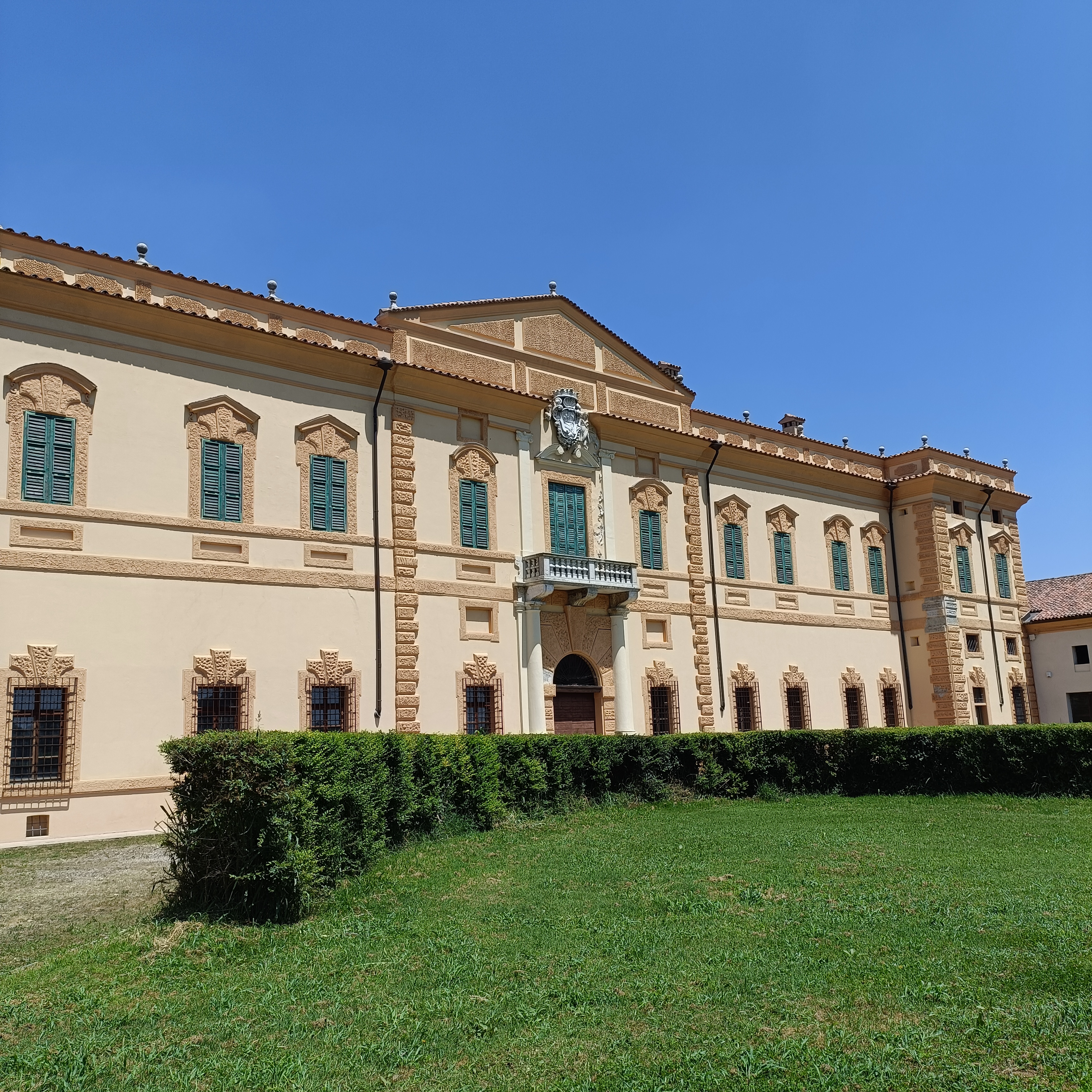
Facciata della Villa Arrigona

A Villa Arrigona foi construída entre 1619 e 1622 por encomenda do conde Pompeo Arrigoni, da nobre família Arrigoni, ao arquiteto Antonio Maria Viani, já a serviço dos Gonzagas de Mântua. É uma das vilas mais importantes da província de Mântua. 
A villa, composta por vários edifícios, era uma imponente residência de campo e era habitualmente habitada sazonalmente. Construída em dois pisos com oratório tardo-barroco contíguo, parque e terreno de cultivo. A fachada é caracterizada por um tímpano que lembra o Palazzo Te, sob o qual se destaca o grande brasão de pedra da família.